# Кроухарт (Вайоминг)
Кроухарт (англ. Crowheart, Wyoming) — статистически обособленная местность, расположенная в округе Фримонт (штат Вайоминг, США) с населением в 163 человека по статистическим данным переписи 2000 года.

## География
По данным Бюро переписи населения США, статистически обособленная местность Кроухарт имеет общую площадь в 81,07 квадратных километров, водных ресурсов в черте населённого пункта не имеется.
Статистически обособленная местность Кроухарт расположена на высоте 1858 метров над уровнем моря.

## Демография
По данным переписи населения 2000 года, в Кроухарте проживало 163 человека, 43 семьи, насчитывалось 62 домашних хозяйств и 80 жилых домов. Средняя плотность населения составляла около 2,0 человека на один квадратный километр. Расовый состав Кроухарта по данным переписи распределился следующим образом: 49,08 % белых, 43,56 % — коренных американцев, 6,13 % — представителей смешанных рас, 1,23 % — других народностей. Испаноговорящие составили 3,07 % от всех жителей статистически обособленной местности.
Из 62 домашних хозяйств в — воспитывали детей в возрасте до 18 лет, представляли собой совместно проживающие супружеские пары, в семей женщины проживали без мужей, не имели семей. 27,4 % от общего числа семей на момент переписи жили самостоятельно, при этом 8,1 % составили одинокие пожилые люди в возрасте 65 лет и старше. Средний размер домашнего хозяйства составил 2,63 человек, а средний размер семьи — 3,23 человек.
Население статистически обособленной местности по возрастному диапазону по данным переписи 2000 года распределилось следующим образом: 32,5 % — жители младше 18 лет, 6,7 % — между 18 и 24 годами, 23,9 % — от 25 до 44 лет, 27,0 % — от 45 до 64 лет и — в возрасте 65 лет и старше. Средний возраст жителей составил 36 лет. На каждые 100 женщин в Кроухарте приходилось мужчин, при этом на каждые сто женщин 18 лет и старше приходилось мужчин также старше 18 лет.
Средний доход на одно домашнее хозяйство в статистически обособленной местности составил 35 500 долларов США, а средний доход на одну семью — 35 750 долларов. При этом мужчины имели средний доход в 31 111 долларов США в год против 30 313 долларов среднегодового дохода у женщин. Доход на душу населения в статистически обособленной местности составил 18 434 доллара в год. 17,8 % от всего числа семей в округе и 14,0 % от всей численности населения находилось на момент переписи населения за чертой бедности, при этом 8,2 % из них были моложе 18 лет и 52,2 % — в возрасте 65 лет и старше

## Известные люди
- Мэттью Фокс — актёр, известный в основном по роли Джека Шепарда в телесериале «Остаться в живых».